# Grodzisk Mazowiecki
Grodzisk Mazowiecki là một thị trấn thuộc huyện Grodziski, tỉnh Mazowieckie ở trung-đông Ba Lan. Thị trấn có diện tích 14 km². Đến ngày 1 tháng 1 năm 2011, dân số của thị trấn là 28329 người và mật độ 2148 người/km².